# Gråkrage
Gråkragen (latin: Corvus cornix) er en cirka 47 centimeter stor kragefugl, der yngler i det nordvestlige og centrale Europa og i Mellemøsten. Det er en almindelig ynglefugl i Danmark, hvor den findes både på landet og i byerne. Dens stemme er et hæst kraa-kraa-kraa, der har givet fuglen dets navn. Krager har en meget høj intelligens. Det samme gælder kragefugle.

## Yngleforhold
Gråkragen yngler almindeligt i Danmark og oprindeligt kun i det åbne land med spredte træer, men nu også almindeligt i byernes parker, haver og kirkegårde. De fleste fugle overvintrer i landet, men en betydelig del trækker dog bort til Vest- og Sydvesteuropa om vinteren.
Reden bygges i træer, og ofte benyttes samme rede flere år i træk. Fra midt i april til ind i maj lægger den 4-6 grønlige æg med grå eller brune pletter, der mest udruges af hunnen.

## Føde og jagttid
Gråkragens føde er meget varieret, idet den f.eks. æder både insekter, orme, ådsler og fugleunger.
Dens fjender kan f.eks. være ræve og mennesker. Kragerne kan i Danmark jages i perioden 1. september til 31. januar, og den må desuden reguleres ved skydning i februar og ved fældefangst i marts og april. Der nedlægges årligt omkring 90.000 krager i Danmark.

## Sortkragen
Gråkrage er nært beslægtet med sortkragen, og tidligere betragtede man dem som værende to underarter af samme art, men nyere undersøgelser påviser, at de to underarter er så forskellige, at de bør opfattes som hver sin art. I de områder hvor de to former overlapper, hybridiserer de og danner mellemformer (fx i Sønderjylland), hvilket har bidraget til forvirringen, om de skulle betragtes som arter eller underarter. Gråkragen inddeles i fire underarter, hvor cornix findes i Danmark, mens sortkragen deles i to underarter, med corone i Danmark og Sydvesteuropa.
Flere undersøgelser i 1990'erne fra områder i bl.a. Italien, hvor der er overgangszoner mellem populationer af sortkrage og gråkrage, viste at 'blandede' ynglepar havde betydelig mindre ynglesucces end rene sortkrage- eller gråkragepar. Den mindre ynglesucces omhandlede både kuldstørrelse, ægvolumen og klækningssucces. Desuden iagttoges kragerne oftest i rene flokke af enten grå- eller sortkrager, og antallet af blandede par var mindre, end man skulle forvente, hvis valget af mage var tilfældigt. Også indbyrdes forskelle mellem gråkragers og sortkragers stemmer blev registreret i den italienske overgangszone. Disse undersøgelser af underarterne corone og cornix har tilsammen betydet, at gråkrage og sortkrage nu betragtes som forskellige arter.

## Galleri
- Unge gråkrager.
- En ung gråkrage har fanget en ung Hættemåge.
- Gråkrage lever ofte af affald i byerne, her i Haifa, Israel.
- Clamator glandarius + Corvus cornix